# Les Tilleuls-Vaudoncourt
Les Tilleuls-Vaudoncourt est une ancienne commune de la Meuse qui a existé de 1973 à 1982. 

## Toponymie
« Les tilleuls » correspond, sans doute, à des arbres remarquables dans une ou plusieurs des communes associées.

## Histoire
La commune a été créée en 1973 par la fusion des communes de Gouraincourt, Muzeray et Vaudoncourt. En 1982 elle a été supprimée et les trois communes constituantes ont été rétablies.

## Politique et administration
| Période                                  | Période | Identité       | Étiquette | Qualité |
| ---------------------------------------- | ------- | -------------- | --------- | ------- |
| avant 1981                               | 1982    | Raymond Muller | DVG       |         |
| Les données manquantes sont à compléter. |         |                |           |         |